# Râul Țiganu, Sebeș
Râul Țiganu este un  curs de apă, unul din cele două brațe care formează râul Sebeș. 

## Hărți
- Harta Județului Brașov
- Harta Munților Făgăraș  Arhivat în 8 septembrie 2013, la Wayback Machine.